# Roma-Napoli-Roma 1910
La Roma-Napoli-Roma 1910, nona edizione della corsa, si svolse dal 19 al 20 settembre 1910 su un percorso di 457,9 km, suddiviso su 2 tappe. La vittoria fu appannaggio dell'italiano Mario Bruschera, che completò il percorso con 4 punti, precedendo i connazionali Luigi Ganna e Carlo Galetti.

## Tappe
| Tappa  | Data         | Percorso      | km    | Vincitore di tappa | Leader cl. generale |
| ------ | ------------ | ------------- | ----- | ------------------ | ------------------- |
| 1ª     | 19 settembre | Roma > Napoli | 230   | Mario Bruschera    | Mario Bruschera     |
| 2ª     | 20 settembre | Napoli > Roma | 227,9 | Mario Bruschera    | Mario Bruschera     |
| Totale | Totale       | Totale        | 457,9 |                    |                     |

## Dettagli delle tappe

### 1ª tappa
- 19 settembre: Roma > Napoli – 230 km

Risultati
| Pos. | Corridore       | Squadra | Punti |
| ---- | --------------- | ------- | ----- |
| 1    | Mario Bruschera | Bianchi | 1     |
| 2    | Luigi Ganna     | Atala   | 2     |
| 3    | Carlo Galetti   | Atala   | 3     |

| Pos. | Corridore       | Squadra | Punti |
| ---- | --------------- | ------- | ----- |
| 1    | Mario Bruschera | Bianchi | 1     |
| 2    | Luigi Ganna     | Atala   | 2     |
| 3    | Carlo Galetti   | Atala   | 3     |

### 2ª tappa
- 20 settembre: Napoli > Roma – 227,9 km

Risultati
| Pos. | Corridore       | Squadra | Punti |
| ---- | --------------- | ------- | ----- |
| 1    | Mario Bruschera | Bianchi | 1     |
| 2    | Luigi Ganna     | Atala   | 2     |
| 3    | Carlo Galetti   | Atala   | 3     |

| Pos. | Corridore       | Squadra | Punti |
| ---- | --------------- | ------- | ----- |
| 1    | Mario Bruschera | Bianchi | 2     |
| 2    | Luigi Ganna     | Atala   | 4     |
| 3    | Carlo Galetti   | Atala   | 6     |

## Classifiche finali

### Classifica generale
| Pos. | Corridore             | Squadra           | Punti |
| ---- | --------------------- | ----------------- | ----- |
| 1    | Mario Bruschera       | Bianchi           | 2     |
| 2    | Luigi Ganna           | Atala-Continental | 4     |
| 3    | Carlo Galetti         | Atala-Continental | 6     |
| 4    | Giovanni Micheletto   | Stucchi           | 8     |
| 5    | Arturo Bianchi Fasani | -                 | 11    |
| 6    | Giovanni Cuniolo      | Bianchi           | 14    |
| 7    | Enrico Sala           | Wolsit            | 16    |
| 8    | Dario Beni            | Bianchi           | 17    |
| 9    | Guido Matteoni        | -                 | 19    |
| 10   | Ezio Corlaita         | Bianchi           | 22    |